# Primera División Uruguaya 1910
Il campionato era formato da nove squadre e il River Plate vinse il titolo.

## Classifica finale
| Pos. | Squadra              | G  | V  | N | P  | GF | GS | Punti |
| ---- | -------------------- | -- | -- | - | -- | -- | -- | ----- |
| 1    | River Plate          | 16 | 11 | 4 | 1  | 33 | 10 | 26    |
| 2    | CURCC                | 16 | 10 | 4 | 2  | 32 | 12 | 24    |
| 3    | Nacional             | 16 | 10 | 2 | 4  | 32 | 14 | 22    |
| 4    | Montevideo Wanderers | 16 | 9  | 2 | 5  | 24 | 15 | 20    |
| 5    | Central              | 16 | 6  | 4 | 6  | 17 | 24 | 16    |
| 6    | Dublín               | 16 | 4  | 4 | 8  | 20 | 26 | 12    |
| 7    | Libertad             | 16 | 4  | 4 | 8  | 17 | 23 | 12    |
| 8    | Bristol              | 16 | 3  | 1 | 12 | 16 | 44 | 7     |
| 9    | French               | 16 | 2  | 1 | 13 | 15 | 38 | 5     |

G = Partite giocate; V = Vittorie; N = Nulle/Pareggi; P = Perse; GF = Goal fatti; GS = Goal subiti; 

## Classifica marcatori
| Gol |  |  | Giocatore       | Squadra  |
| --- |  |  | --------------- | -------- |
| 7   |  |  | Alberto Cantury | Nacional |